# Fiorella (teleregény, 2014)
A Fiorella (eredeti cím: Muchacha italiana viene a casarse) 2014 és 2015 között vetített mexikói telenovella, amelyet María Cervantes Balmori és Luis Mariani alkotott. A főbb szerepekben Livia Brito, José Ron, Enrique Rocha, Fernando Allende és Miguel Ángel Biaggio látható.
Mexikóban a Canal de las Estrellas 2024. október 20-án, Magyarországon a TV2 2015. február 16-án mutatta be.

## Ismertető
Fiorella Bianchi, egy nemrég elárvult olasz nő, abban reménykedve, hogy orvosi ellátást szerezhet szívbeteg húga, Gianna számára, Mexikóba költözik, és elfogadja néhai apja megtévesztő, de gazdag barátjának házassági ajánlatát. Miután vőlegénye magára hagyja őket, Fiorella szobalányként kezd dolgozni a befolyásos Ángeles családnál, ahol beleszeret Pedro Ángelesbe, akinek családi örökségét rejtélyes körülmények övezik.

## Szereplők
| Szereplő neve                                         | Színész               | Magyar hang             |
| ----------------------------------------------------- | --------------------- | ----------------------- |
| Fiorella Bianchi / Fiorella Ortzini Michel de Ángeles | Livia Brito           | Roatis Andrea           |
| Pedro Ángeles Bravo                                   | José Ron              | Takátsy Péter           |
| Vittorio Dragone                                      | Enrique Rocha         | Barbinek Péter          |
| Sergio Ángeles                                        | Fernando Allende      | Karsai István           |
| Gianna Bianchi / Gianna Ortzini Michel de Ángeles     | Ela Velden            | Gáspár Kata             |
| Eloísa Ángeles                                        | Isela Vega            | Tímár Éva               |
| Benito Segura                                         | Eleazar Gomez         | Nagy Dániel Viktor      |
| Dante Dávalos                                         | Salvador Pineda       | Faragó András           |
| Federica Ángeles                                      | Nailea Norvind        | Ábrahám Edit            |
| Julieta Michel de Ortzini                             | Maribel Guardia       | Sajgál Erika            |
| Joaquina García                                       | Lourdes Munguía       | Virághalmi Judit        |
| Aníbal Valencia                                       | Francisco Gattorno    | Németh Gábor            |
| Osvaldo Ángeles Bravo                                 | Miguel Ángel Biaggio  | Pálmai Szabolcs         |
| Sonia Roldán de Ángeles                               | Mimi Morales          | Agócs Judit             |
| Aitana De la Riva Palma                               | Candela Márquez       | Böhm Anita              |
| Reynaldo Segura                                       | César Bono            | Galkó Balázs            |
| Adela de Segura                                       | Raquel Garza          | Kerekes Andrea          |
| Mario Bianchi                                         | Ricardo Blume         | Orosz István            |
| Tania Casanova                                        | Jessica Coch          | Nemes Takách Kata       |
| Fidel                                                 | Arturo Garcia Tenorio | Bolla Róbert (1. hang)  |
| Fidel                                                 | Arturo Garcia Tenorio | Bácskai János (2. hang) |
| Roxana Ángeles García de Segura                       | Paula Marcellini      | Sallai Nóra             |
| Gael Ángeles Bravo                                    | José Pablo Minor      | Zámbori Soma            |
| Santino Ortzini                                       | Marco DiMauro         | Laklóth Aladár          |
| Diana Alarcón                                         | Sol Méndez            | Bálint Adrienn          |
| Pilar Bravo                                           | Mariagna Prats        | Udvarias Anna           |
| Simona                                                | Claudia Acosta        | Nádasi Veronika         |
| Celeste Palma de De la Riva                           | Carmen Rodríguez      | Orosz Anna              |
| Benigno de la Riva                                    | José Antonio Barón    | Bordás János            |
| Máximo Ángeles                                        | Claudio Baez          | Forgács Gábor           |
| Libia Alarcón                                         | Alicia Encinas        | Szórádi Erika           |
| Alina                                                 | Vanesa Restrepo       | Budai Zsófia            |
| Katia                                                 | Irina Baeva           | Kardos Eszter           |
| Agustín Fonseca                                       | Marcus Ornellas       | Tokaji Csaba            |
| Fabio                                                 | Roberto Malta         | Sörös Miklós            |
| Domingo                                               | David Fridman         | Szokol Péter            |
| Belinda                                               | Dobrina Cristeva      | Pálos Zsuzsa            |

### Magyar változat
- Magyar szöveg: Boros Tünde, Frenkel Gergely
- Hangmérnök: Cs. Németh Bálint
- Vágó: Ádám Gyöngyi
- Gyártásvezető: Vigvári Ágnes
- Szinkronrendező: Hornyák Mihály

A szinkront a TV2 Csoport megbízásából a Masterfilm Digital Kft. készítette.

## Fordítás
- Ez a szócikk részben vagy egészben  a   Muchacha italiana viene a casarse (telenovela de 2014) című spanyol Wikipédia-szócikk fordításán alapul.  Az eredeti cikk szerkesztőit annak laptörténete sorolja fel. Ez a jelzés csupán a megfogalmazás eredetét és a szerzői jogokat jelzi, nem szolgál a cikkben szereplő információk forrásmegjelöléseként.